# Ambrose Akinmusire
Ambrose Akinmusire (Oakland, 1 mei 1982) is een Amerikaanse jazztrompettist, componist en orkestleider.

## Biografie
Akinmusire heeft Nigeriaanse ouders en groeide op in North Oakland. Vroege mentors waren de trompettist Robert Porter en de pianist Ed Kelly. Na het bezoek aan de Berkeley Highschool kreeg hij een studiebeurs aan de Manhattan School of Music bij o.a. Dick Oatts en Lew Soloff. Een begunstiger tijdens deze fase was Steve Coleman, tot wiens band Five Elements hij behoorde (Resistance Is Futile, 2001). Vervolgens studeerde hij aan het Thelonious Monk Institute of Jazz Performance bij Terence Blanchard en Billy Childs, waar hij werkte met o.a. Herbie Hancock en Wayne Shorter en in het postgegradeerd programma aan de University of Southern California.
In 2007 won hij het Thelonious Monk-concours en de Carmine Caruso International Solo Trumpet Competition. In hetzelfde jaar nam hij op met Alan Pasqua en bracht hij zijn eerste album Prelude: to Cora uit bij Fresh Sound Records/New Artists. In 2008 trad hij op met Vijay Iyer tijdens het Chicago Jazz Festival en werkte hij mee bij het album Esperanza van Esperanza Spalding.
In 2001 volgde het album When the Heart Emerges Glistening bij Blue Note Records, dat o.a. het door hem samengestelde gedicht Tear Suicide Manifesto bevat. Naast zijn reguliere kwintet werkte ook de pianist Jason Moran mee, die als co-producent optrad. DownBeat onderscheidde het album met vier sterren. Tijdens een Europese tournee toonde het kwintet o.a. een opmerkelijk concert in Ronnie Scott's Jazz Club. In 2014 bracht hij het album The Imagined Savior Is Far Easier to Paint uit bij Blue Note Records. In 2017 volgde het livealbum A Rift in Decorum: Live at the Village Vanguard en in 2018 de studioproductie Origami Harvest, die bij DownBeat met zelden gegeven vijf sterren werd besproken.

## Onderscheidingen
In juni 2011 werd Akinmusire twee keer onderscheiden met de jazz-award van de Jazz Journalists Association, zowel als veelbelovend talent als ook als beste trompettist van het jaar. Eind 2011 kreeg hij de Grand Prix du Disque van de Akademie Charles Cros. In 2012 kreeg hij de Paul Acket Award tijdens het North Sea Jazz Festival.
- Biblioteca Nacional de España: XX4789147
- Bibliothèque nationale de France: cb16118698h (data)
- Gemeinsame Normdatei: 135498678
- International Standard Name Identifier: 0000 0001 1936 8428
- Library of Congress Control Number: no2011081450
- MusicBrainz: 2d3f545f-f56d-47cf-93c6-956c4fea6b39
- Nationale Bibliotheek van Tsjechië: xx0144056
- Nationale Bibliotheek van Israël: 987007317880205171
- Système universitaire de documentation: 154466530
- Virtual International Authority File: 80224558
- WorldCat: E39PBJj4vjTCw9fHy8p79GHcT3